# Bill Tidy
Pour les articles homonymes, voir Tidy.
William Edward Tidy, dit Bill Tidy, né le 9 octobre 1933 à Liverpool et mort le 11 mars 2023, est un auteur de bandes dessinées britannique.

## The Fosdyke Saga
Bill Tidy est surtout connu en France pour sa série The Fosdyke Saga, parue initialement dans le Daily Mirror dans les années 1970-1980, et traduite dans Charlie Mensuel à la même époque.
Cette longue série racontait les histoires rocambolesques d'un famille d'industriels à travers le monde. Elle se voulait une parodie de la série télévisée La Dynastie des Forsyte. Chaque épisode, commençait en guise de résumé, par la phrase « La famille Fosdyke s'est enrichie grâce à la tripe et à l'opiniâtreté de ses membres. »

## Séries
- The Fosdyke Saga dans The Daily Mirror et Charlie Mensuel
- The Cloggies, an Everyday Story of Clog-Dancing Folk dans (Private Eye)
- Grimbledon Down dans (New Scientist)
- Dr. Whittle dans (General Practitioner)
- Kegbuster dans (What's Brewing?)